# 萧昭文
蕭昭文（480年—494年），字季尚，南朝齊的第四任皇帝，在位僅四個月。母亲为宫人许氏。
蕭昭文為文惠太子蕭長懋的第二子，永明四年（486年）閏正月封為臨汝公，邑千五百户。初为辅国将军、济阳太守。十年（492年）正月，转持节、督南豫州诸军事、南豫州刺史，将军如故。十一年（493年），进号冠军将军。493年萧昭文兄长鬱林王蕭昭業即位後，十月封昭文為新安王。
隆昌元年（494年）闰四月，以萧昭文为扬州刺史。七月，尚书令、镇军大将军、西昌侯蕭鸞刺死萧昭业，拥立萧昭文為帝，改年號為延興，大赦。但是政事俱操於蕭鸞之手，萧昭文的生母许氏也没有得到尊封。
萧昭文刚登基，萧鸾就被任为骠骑大将军、录尚书事、扬州刺史、宣城郡公。九月，萧鸾以萧昭文之名诛杀高帝、武帝诸子，先杀司徒鄱阳王萧锵、中军大将军随郡王萧子隆、南兖州刺史安陆王萧子敬。江州刺史晋安王萧子懋起兵，萧鸾假黄钺，萧子懋败亡，萧鸾又杀湘州刺史南平王萧锐、郢州刺史晋熙王萧銶、南豫州刺史宜都王萧铿。
十月，萧鸾被进为太傅，领大将军、扬州牧，加殊礼，进爵为王。萧鸾又杀中军将军桂阳王萧铄、抚军将军衡阳王萧钧、侍中秘书监江夏王萧锋、镇军将军建安王萧子真、左将军巴陵王萧子伦、司徒庐陵王萧子卿，且几乎杀死萧昭文的弟弟荆州刺史萧昭秀。这时萧鸾已掌控萧昭文的起居，有一次萧昭文想吃蒸鱼菜，太官令答没有萧鸾的命令，不给他吃。萧鸾诸子年幼，于是任兄子萧遥光、萧遥欣、萧遥昌以要职。当月，萧昭文被蕭鸞以皇太后王宝明的名义稱其年幼無知及體弱患病为由廢黜為海陵王，以东汉东海王劉彊之礼安置，给虎贲、旄头、画轮车，供奉很厚。萧鸾则以高帝子的名义自立为帝，即齐明帝。
次月，萧昭文便被蕭鸞派去看病的医生殺害，谥号恭。萧鸾以劉彊之礼厚葬，但并没有用皇帝礼。北魏趁机大举入侵。

## 后妃
- 皇后王韶明

## 延伸阅读
[在维基数据编辑]
 《南齊書/卷5》，出自萧子显《南齊書》
 《南史·卷05》，出自李延壽《南史》